# ГЕС Арроїто
ГЕС Арроїто (ісп. Embalse de Arroyito) — гідроелектростанція в центральній Аргентині на межі провінцій Неукен та Ріо-Негро. Знаходячись після ГЕС Ель-Чокон, становить нижній ступінь каскаду на річці Лімай, яка є правим витоком Ріо-Негро (впадає в Атлантичний океан за 250 км на південь від Баїя-Бланки).
У межах проекту річку перекрили земляною греблю висотою 26 метрів, довжиною 3500 метрів та шириною по гребеню від 6 до 10 метрів, яка потребувала 4 млн м3 матеріалу. Вона утримувала водосховище з площею поверхні 39 км2, глибиною від 7,7 до 15 метрів та об'ємом 300 млн м3, в якому відбувалось коливання рівня поверхні між позначками 310 та 314,9 метра НРМ. В кінці 2000-х з метою підсилення протиповеневої функції висоту греблі дещо наростили, в результаті чого максимальний рівень сховища піднявся до 316,5 метра НРМ, а об'єм до 361 млн м3.
У центральній частині греблі лежить бетонна ділянка, яка включає шість шлюзів для пропуску надлишкової води та машинний зал. Останній обладнали трьома турбінами типу Каплан потужністю по 42,5 МВт, що при напорі 15,9 метра забезпечують виробництво 720 млн кВт-год електроенергії на рік.
Видача продукції відбувається по ЛЕП, розрахованій на роботу під напругою 132 кВ.